# 中川洋介
中川 洋介（なかがわ ようすけ、1998年4月28日 - ）は、千葉県八千代市出身の元プロサッカー選手。ポジションはミッドフィールダー（MF）。

## 来歴
VIVAIO船橋Jrユースを経て、水戸ホーリーホックユースに加入。高校1年次の2014年7月、トップチームに2種登録された。翌年には天皇杯3回戦の鹿島アントラーズ戦でベンチ入りを経験した。
2017年より、トップチームへ昇格。2011年の飯田優二以来、クラブとして6年ぶりのユースからトップチームへの昇格となった。
2019年6月14日、アルビレックス新潟シンガポールへ期限付き移籍。12月3日、契約満了が発表された。
2020年6月、北海道十勝スカイアースへの加入が発表された。2022年3月20日、現役引退が発表された。

## 所属クラブ
ユース経歴
- FC高津
- VIVAIO船橋スポーツクラブジュニアユース
- 水戸ホーリーホックユース（水戸啓明高等学校）
  - 2014年7月 - 2015年  水戸ホーリーホック（2種登録選手）

プロ・アマ経歴
- 2017年 - 2019年  水戸ホーリーホック
  - 2019年6月 - 11月  アルビレックス新潟シンガポール (期限付き移籍)
- 2020年6月 - 2021年  北海道十勝スカイアース

## 個人成績
| 国内大会個人成績 | 国内大会個人成績 | 国内大会個人成績 | 国内大会個人成績 | 国内大会個人成績 | 国内大会個人成績 | 国内大会個人成績 | 国内大会個人成績 | 国内大会個人成績 | 国内大会個人成績 | 国内大会個人成績 | 国内大会個人成績 |
| 年度             | クラブ           | 背番号           | リーグ           | リーグ戦         | リーグ戦         | リーグ杯         | リーグ杯         | オープン杯       | オープン杯       | 期間通算         | 期間通算         |
| 年度             | クラブ           | 背番号           | リーグ           | 出場             | 得点             | 出場             | 得点             | 出場             | 得点             | 出場             | 得点             |
| 日本             | 日本             | 日本             | 日本             | リーグ戦         | リーグ戦         | リーグ杯         | リーグ杯         | 天皇杯           | 天皇杯           | 期間通算         | 期間通算         |
| ---------------- | ---------------- | ---------------- | ---------------- | ---------------- | ---------------- | ---------------- | ---------------- | ---------------- | ---------------- | ---------------- | ---------------- |
| 2017             | 水戸             | 22               | J2               | 0                | 0                | -                | -                | 0                | 0                | 0                | 0                |
| 2018             | 水戸             | 22               | J2               | 0                | 0                | -                | -                | 1                | 0                | 1                | 0                |
| 2019             | 水戸             | 16               | J2               | 0                | 0                | -                | -                | -                | -                | 0                | 0                |
| シンガポール     | シンガポール     | シンガポール     | シンガポール     | リーグ戦         | リーグ戦         | リーグ杯         | リーグ杯         | シンガポール杯   | シンガポール杯   | 期間通算         | 期間通算         |
| 2019             | 新潟S            | 25               | プレミア         | 14               | 2                | -                | -                | 3                | 0                | 17               | 2                |
| 日本             | 日本             | 日本             | 日本             | リーグ戦         | リーグ戦         | リーグ杯         | リーグ杯         | 天皇杯           | 天皇杯           | 期間通算         | 期間通算         |
| 2020             | 十勝             | 30               | 北海道           | 5                | 1                | -                | -                | -                | -                | 5                | 1                |
| 2021             | 十勝             | 14               | 北海道           | 5                | 0                | -                | -                | 2                | 0                | 7                | 0                |
| 通算             | 日本             | 日本             | J2               | 0                | 0                | -                | -                | 1                | 0                | 1                | 0                |
| 通算             | 日本             | 日本             | 北海道           | 10               | 1                | -                | -                | 2                | 0                | 12               | 1                |
| 通算             | シンガポール     | シンガポール     | プレミア         | 14               | 2                | -                | -                | 3                | 0                | 17               | 2                |
| 総通算           | 総通算           | 総通算           | 総通算           | 24               | 3                | -                | -                | 6                | 0                | 30               | 3                |

- 2014年、2015年は2種登録選手